# CHARMM
CHARMM（全称：Chemistry at HARvard Macromolecular Mechanics）是一种用于分子动力学的分子力场，同时，采用这种力场的分子动力学软件包也采用了这个名称。CHARMM开发项目包括一个与马丁·卡普拉斯及其在哈佛大学的研究小组合作的开发者网络，这个网络包含了美国等地的开发者，协同开发及维护CHARMM软件包。这个软件允许进行学术研究的个人及小组在支付一定费用之后得到使用许可。
商业版本的CHARMM，名称为CHARMm（请注意此处的小写'm'），可以从Accelrys公司处得到。